# Boa vs. Python
Pour plus de détails, voir Fiche technique et Distribution.
Boa vs. Python est un téléfilm de science fiction réalisé par David Flores et diffusé le 22 mai 2004 sur Sci Fi Channel. C'est un film cross-over entre Python (2000) et Boa (2001)
En France, le téléfilm a été diffusé le 24 juin 2009 sur W9 et a réalisé 2,9 % de part d'audiences.

## Synopsis
Un homme d’affaires ramène d’un de ses voyages un immense python aux États-Unis. Mais le monstre s’échappe et commence à faire quelques victimes parmi les habitants de la ville. Un agent du FBI, spécialiste des serpents propose de combattre la créature à l’aide d’un autre serpent géant, un boa constricteur…

## Fiche technique
- Tire original et français : Boa vs. Python
- Réalisateur : David Flores
- Scénario : Chase Parker et Sam Wells
- Producteur : Jeffery Beach
- Musique : Jamie Christopherson
- Production : Unified Film Organization (UFO)
- Distribution : Columbia TriStar
- Durée : 92 minutes
- Budget : 1 200 000 $ (estimé)
- Langue : anglais
- Pays :  États-Unis
- genre : science fiction

## Distribution
- David Hewlett : Emmett
- Jaime Bergman : Monica
- Kirk B. R. Woller (en) : Agent Sharpe
- Adam Kendrick (en) : Broddick
- Angel Boris : Eve
- Marianne Stanicheva : Agent Koznetova
- Griff Furst : James
- Ivo Naidenov : Littlefield
- George R. Sheffey : Danner
- Atanas Srebrev : Foley
- Harry Anichkin : Tex
- Jeff Rank : Kent Humphries
- Asen Blatechki (en) : Ramon
- Velizar Binev : Louis

## Accueil par la critique
Le film n'a pas été diffusé au cinéma ("direct to DVD") et la critique ne l'a guère bien accueilli, comme bon nombre de séries B de son type. Il est qualifié par certains de navet, alors que d'autres n'y voient qu'une vulgaire suite de Python 2.